# Dominik Kother
 (août 2025).
Dominik Kother, né le 16 mars 2000 à Bruchsal, est un footballeur allemand qui évolue au poste d'ailier au Waldhof Mannheim prêté par le Karlsruher SC.

## Biographie

### En club
Kother commence sa carrière sportive à l'âge de neuf ans, avec l'équipe des moins de 10 ans du Karlsruher SC. Il gravit les échelons des différentes équipes de jeunes, avant de rejoindre le groupe professionnel en 2019,.
Kother fait ses débuts professionnels en faveur du Karlsruher SC en 2. Bundesliga, le 14 décembre 2019, remplaçant Marc Lorenz à la 89e minute, lors d'un match à domicile contre le Greuther Fürth, rencontre soldée par une défaite de 5-1.

### En sélection
Dominik Kother réalise ses débuts en équipe d'Allemagne espoirs le 9 octobre 2020, à l'occasion d'un match contre la Moldavie, lors des qualifications pour l'Euro espoirs 2021. Entrant en jeu en fin de match en remplacement de Niklas Dorsch, il se met rapidement en évidence en inscrivant un but, contribuant ainsi à la large victoire des siens (0-5).

## Statistiques
| Saison                | Club                    | Championnat           | Championnat | Championnat | Coupe(s) nationale(s) | Coupe(s) nationale(s) | Compétition(s) continentale(s) | Compétition(s) continentale(s) | Compétition(s) continentale(s) | Coupe régionale | Coupe régionale | Total | Total |
| Saison                | Club                    | Division              | M.          | B.          | M.                    | B.                    | Comp.                          | M.                             | B.                             | M.              | B.              | M.    | B.    |
| 2019-2020             | Karlsruher SC           | 2.Bundesliga          | 7           | 1           | 1                     | 0                     | -                              | -                              | -                              | -               | -               | 8     | 1     |
| 2020-2021             | Karlsruher SC           | 2.Bundesliga          | 22          | 3           | 1                     | 0                     | -                              | -                              | -                              | -               | -               | 23    | 3     |
| 2021-2022             | Karlsruher SC           | 2.Bundesliga          | 11          | 1           | -                     | -                     | -                              | -                              | -                              | -               | -               | 11    | 1     |
| Sous-total            | Sous-total              | Sous-total            | 40          | 5           | 2                     | 0                     | -                              | 0                              | 0                              | 0               | 0               | 42    | 5     |
| 2021-2022             | Waldhof Mannheim (prêt) | 3. Liga               | 13          | 3           | -                     | -                     | -                              | -                              | -                              | 2               | 1               | 15    | 4     |
| 2022-2023             | Waldhof Mannheim (prêt) | 3. Liga               | 1           | 1           | 1                     | 0                     | -                              | -                              | -                              | -               | -               | 2     | 1     |
| Sous-total            | Sous-total              | Sous-total            | 14          | 4           | 1                     | 0                     | -                              | 0                              | 0                              | 2               | 1               | 17    | 5     |
| Total sur la carrière | Total sur la carrière   | Total sur la carrière | 54          | 9           | 3                     | 0                     | -                              | 0                              | 0                              | 2               | 1               | 59    | 10    |

## Palmarès
Néant